# Edvard Hammond
Edvard Hammond (ca. 1668 – 9. april 1711) var en dansk-norsk stiftamtmand, bror til Sara Hammond.
Faderen, Thomas Hammond, tilhørte en mere fremtrædende engelsk slægt, men måtte på grund af sin forbindelse med Cromwell og underskrivelse af Karl I's dødsdom tage sin tilflugt til Norge efter Karl II's tronbestigelse. 
Han bosatte sig som handelsmand i Trondhjem, hvor han sædvanlig gik under navnet Thomas Engelskmand, og blev her gift med en rådmands datter, Elisabeth Henriksdatter Sommerschild, der ligeledes angives at være af engelsk herkomst. 
Sønnen Edvard var født her, formentlig i slutningen af 1660-årene, og blev student fra Trondhjems Skole 1687, baccalaureus 1688 og allerede det følgende år kancellisekretær. I 1699 befordredes han til assessor i Rentekammeret. 
På grund af sin udmærkede duelighed blev han 1700 amtmand i Stavanger Amt. I 1709 fik han kancelliråds og allerede 1710 etatsråds titel, formentlig samtidig med at han udnævntes til stiftamtmand i Bergen. Her afgik han imidlertid allerede 1711 ved døden.
Eduart Hammond blev 10. august 1701 viet i Helsingør med Else Sophie von der Pfordten, datter af Hans Erasmus von der Pfordten, generalmajor og kommandant på Kronborg. Vielsen, der formentligt skete i Kronborg slotskirke, forrettedes af sognepræsten for Sankt Mariæ kirke. 1702 den 5. juni døbtes i Kronborg slotskirke datteren Sophia Elisabeth.